# Вігго Єнсен
Александер Вігго Єнсен (дан. Alexander Viggo Jensen; 22 червня 1874, Копенгаген — 2 листопада 1930, Копенгаген) — данський гімнаст, легкоатлет, стрілець і важкоатлет, чемпіон і призер літніх Олімпійських ігор 1896, перший переможець ігор від Данії.
Єнсен брав участь в літніх Олімпійських іграх 1896 року, змагаючись в чотирьох видах спорту, і в літніх Олімпійських іграх 1900, змагаючись лише в стрільбі.
Основним амплуа Єнсена на Іграх в Афінах була важка атлетика. Він змагався в обох дисциплінах — поштовх двома і однією рукою. У першому змаганні основна боротьба йшла між ним і британцем Ланчестоном Елліотом. Вони підняли однакову вагу в 111,5 кг, але судді присудили перемогу данцеві. Щоправда, в наступному змаганні він підняв 57 кг, що було на 14 кг менше за результат Елліота, і Єнсен посів 2-ге місце.
У змаганнях зі стрільби найкращий його результат був у змаганні з армійської гвинтівки на 300 м. Здобувши 1305 очок, посів 3-тє місце. Також взяв участь у стрільбі з армійської гвинтівки на дистанції 200 м, але, показавши результат 1640 очок, посів 6-те місце.
Серед легкоатлетичних дисциплін Єнсен брав участь в штовханні ядра і метанні диска. У першому змаганні посів 4-те місце (результат невідомий), а в другому у нього позиція між 5-м і 9-м місцем.
Останнім видом спорту, в якому виступав Єнсен, стала гімнастика. Він змагався лише в лазінні по канату, і посів 4-те місце.
Чотири роки по тому Єнсен взяв участь у літніх Олімпійських іграх у Парижі. Там він виступив лише у стрільбі з гвинтівки. У стрільбі стоячи посів 11-те місце разом зі своїм співвітчизником Андерсом Нільсеном, набравши 277 очок. У стрільбі з коліна набрав 290 очок і поділив 13-те місце з норвежцем Хелльмером Хермандсеном. У стрільбі лежачи він знову опинився з ним на одній позиції, але вже на 10-му місці, набравши по 308 очок. Потім всі ці результати були складені, і він посів уже 15-те місце. Останньою його дисципліною була командна стрільба, і його команда стала 4-ю.